# 電子ピアノ

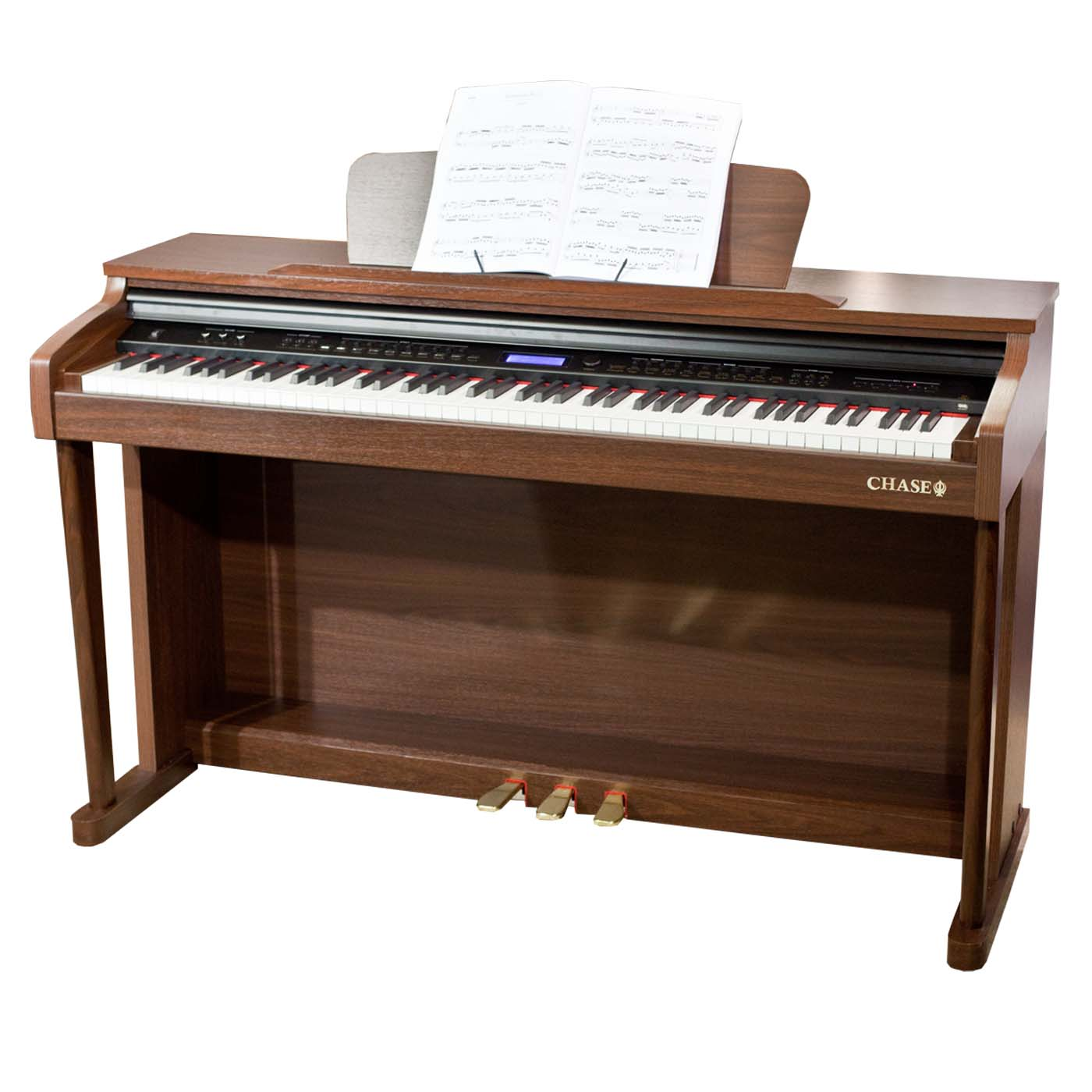
典型的なデジタルピアノ

デジタルピアノ（英: Digital piano）は、主としてピアノの代替品としての役目を果たすために設計された電子鍵盤楽器の一種で、デジタル音源を使用してピアノの音色を模倣する楽器である。

## 概要
ピアノ（以下、アコースティック・ピアノ、生ピアノを意味する）は鍵盤を介してハンマーで弦を叩いて音を出す楽器であり、グランドピアノやアップライトピアノなどが含まれる。デジタルピアノはグランドピアノの音色と構造、特に鍵盤タッチを模倣し再現する事を目標の一つに掲げて、電子技術やコンピュータ技術の進歩とともに進化してきた。一部のデジタルピアノはアップライトピアノやグランドピアノと同じ外見を持つように設計されている。鍵の数もピアノと同じ88である。
デジタルピアノは合成されたピアノ音か実際のピアノのサンプル音源のいずれかを使用して、その音色をデジタル音源で模倣する。これらの音源は内部ラウドスピーカーを使って増幅される。初期の製品にはFM音源などを使用したものもあったが、現在ではPCM音源を用いるものが主流である。
エレクトロニックピアノ（電子ピアノ）もデジタルピアノと同様にピアノや時にはチェンバロやオルガンなどの音色を模倣するよう設計された電子鍵盤楽器だが、デジタル音源ではなくアナログ回路を使用する。但し日本国内では「デジタルピアノ」の同義語として「電子ピアノ」という用語が使われることが多く、河合楽器製作所、カシオ計算機、およびコルグが「デジタルピアノ」、ローランドが「デジタルピアノ」と「電子ピアノ」の両方、ヤマハは「電子ピアノ」を使用している。
デジタルピアノはピアノの感覚と音色の水準には達しないが、ピアノに比べて価格がかなり低く、ほとんどのモデルはピアノよりもかなり小型で軽い、といった優れた点を持っている。また設計時に調律がされており、製造時には音程のずれはない。経年によるずれもないため、運用時の調律は不要である。廉価な製品では調律が固定された基準周波数での平均律に固定されており変更出来ないが、高機能な製品だと基準周波数の変更や平均律以外の音律に変更できる。また調律を例えばパイプオルガンの調律に合わせて修正することもできる。
デジタルピアノは他の電子楽器と同様に、広い会場で十分大きな音を生み出すためにキーボードアンプまたはPAシステムに接続できる。一部のデジタルピアノはピアノ以外の楽器音も模倣できるので、しばしば音楽学校や音楽スタジオでそれらの楽器の代わりに使われる。

## ピアノとの比較

### 特長
デジタルピアノはデジタル楽器であり音程はきわめて正確である。一般的な製品は設計時に調律されたデジタル合成された実楽器の音源を発振元としており、温湿度や経年変化などの物理的な影響をほとんど受けず、利用者による調律も必要ない。この特長はソフトウェアによる音の変化と相性が良く、多くの機種にトランスポーズやチューニング機能が組み込まれている。なお音叉型水晶振動子などをオシレーターとしたアナログ回路を利用した楽器をデジタルピアノであると説明するむきもあるが、この楽器は音の特徴こそデジタルピアノのそれに類似するものの、発振元（オシレーター）がアナログで、構造がデジタルピアノとは本質的に異なっている。
デジタルピアノには弦やそれを支えるフレームなどの大掛かりな機械的部品がないので軽量かつコンパクトになる結果、概ね低価格になる。
内蔵アンプで簡単に音量を変えられる。通常、ヘッドホン出力を持っているので夜間の練習も可能である。騒音問題による近所とのトラブルを回避できることは、デジタルピアノが選択される大きな理由となっている特長の一つであろう。
キーを押すタイミングや速度などを演奏データとして記録・再生出来るものも多く、手軽に自分の演奏を聴き直して客観視したり連弾の練習をしたりする事が出来る。多くの場合、MIDIに対応している。
多くの機種にはエレクトリック・ピアノを含む複数種類のピアノの音色やピアノ以外の楽器音、演奏を補助する為のリズム（自動伴奏）を内蔵し、練習を支援するためのメトロノーム、内蔵曲のレッスン機能などが搭載されている。収録されている楽器音が多い機種はシンセサイザーとして使う事が出来るが、キーボードがピアノタッチのため重たい。

### 弱点
発音源がスピーカーであり、大面積の響板と物理的な打撃を主な音源とするピアノとは音の広がりや豊かさに本質的な違いがある。
現在のデジタルピアノはPCM音源を用いているものが主流であるが、PCM音源の原理上、音量・音色の変化はなめらか（アナログ的）ではなく段階的（デジタル的）である。
大規模集積回路（LSI）が使われていると一般の工房では部品を制作できず交換が必要になるため、供給がなくなると部品が故障、磨耗、変質、破損しても修理出来ない。これに対してピアノの場合は、一般の工房で部品自体を作ることができ、木材、金属、布などの素材から再生、修理が可能である。
電子楽器という構造上、故障は避けられない。使用頻度に関わらず電子基板が劣化すると故障するほか、湿度や気温なども故障の元凶になりやすいので、寿命は早ければ１０年前後といわれる。修理費用が高額で買い替える方が安価であることも多い。一方、ピアノは定期的に調律さえすれば数十年、数百年と使用できることが大きな特長である。
年々技術が進歩した結果、デジタルピアノの音質や鍵盤の質感はピアノのそれに近づいているといわれるが、電子楽器であるが故に模倣の域は超えられない。特に繊細な表現技術を要求されるクラシック・ピア二ストを志す場合は、金銭、騒音、設置場所の問題などを回避できるならば、ピアノの使用が推奨されることが多い。幼児の入門楽器としても、メーカーがデジタルピアノよりもピアノのほうがふさわしいとしていることもある。

## エレクトリック・ピアノ（電気ピアノ）との違い
エレクトリックピアノ（電気ピアノ）とはピアノと同様に鍵盤を介して弦や金属棒などの振動体をハンマーで叩き、その振動を磁気ピックアップで電気信号化してアンプで増幅して音を出す楽器である。代表的なものとしてローズ・ピアノやヤマハCP-80、ウーリッツァー・ピアノなどがある。一般に略語として「エレピ」を使用する場合、エレクトリック・ピアノを指す。
デジタルピアノやエレクトロニック・ピアノでは電子回路が音を生成しており、鍵盤は根本的にはスイッチの役割を担うだけで物理的に弦などを振動させることはない。エレクトリック・ピアノにはピアノとは違った独特の味わいを持った音色の持つ製品が多いので、デジタルピアノには音色のひとつとしてエレクトリック・ピアノの音色がサンプリングされている製品もある。可搬性を重視した「ステージ・ピアノ」と呼ばれるデジタルピアノもあり、エレクトリック・ピアノ同様ポピュラー音楽のライブ演奏に用いられる。

## シンセサイザーとの違い
電子楽器の代表であるシンセサイザーもピアノ型の鍵盤で演奏されることが多いため、デジタルピアノと似た面がある。特に音源方式については本質的に同じと言える。両者のどちらにも、演奏を記録して複数の楽器音を同時に鳴らし、一台でアンサンブルを実現できる機能を持つシーケンサー内蔵型がある。
しかし一般的なシンセサイザーが波形を変化させる自由な音色作りを目指しているのに対し、デジタルピアノはピアノの演奏・表現に近づくことを目標としており、ピアノの鍵盤、ペダル、音色などを再現するための機能が充実している。前述の通り、デジタルピアノの鍵盤はシンセサイザーより重たく、グランドピアノと同じアクション（機械要素）を採用したデジタルピアノもある。
通常、シンセサイザーに付属する鍵盤は、5オクターブ（61鍵）前後で、キーのタッチもピアノとは違って軽い。多くのデジタルピアノでは、ピアノと同じ7オクターブ1/4（88鍵）を備え、キーの重さや動きはピアノに近い。
鍵盤タイプのシンセサイザーであれば多くの機種がピアノ曲を演奏する上で重要となるペダル、特にダンパーペダルの機能に対応しているが、シンセサイザーの場合はオプションの扱いである。一方、デジタルピアノはダンパーペダルを装備している製品が標準でおり、ソフトペダルやソステヌートペダルを装備した機種も多く、ペダルの踏み具合によってダンパーの効き具合を音色に反映させることが可能なハーフペダル対応の機能を持った機種もある。

## サイレントピアノ
サイレントピアノは、アップライトピアノやグランドピアノにデジタルピアノの音源を組み合わせたヤマハの製品である。開発された主な理由は『騒音問題』だった。ピアノ騒音殺人事件（1974年）が起こった1970年代には、騒音問題は首都圏だけのものだった。ところが1980年代になると郊外や地方でもアップライト・ピアノの所持者が増え、親が富裕層ではない家庭でも子供がピアノやエレクトーンを学ぶことが常態化していった。このため1990年代には、ピアノや電子ピアノにサイレント機構を取り入れることが本格化した。その結果、ヤマハが1993年にサイレントピアノが発売した。現在は他社からも同様の製品が発売されている。
サイレントピアノはピアノの打弦を物理的に止めて発音させず、代わりに鍵盤の動きを演奏情報としてセンサーで読み取り、電子的な音源部から発音する仕組みになっている。通常のピアノとして演奏することも、夜間などに大きな音を出さずに練習することも出来る。
通常、アップライト型では、3本のペダルのうち中央のペダルを踏むことで消音状態になる。そのため中央のペダルはソステヌートペダルや弱音ペダルとしては使えなくなる。グランド型では、消音用のレバーが別に用意されるため、ソステヌートペダルの機能も残る。
音源部にはグランドピアノなどの音が使用されている。消音状態でも鍵盤のタッチはほとんど変わらないとされている。
1988年、坂本龍一のメディア・バーン・ツアーにおいて、ヤマハの協力の下にMIDIピアノが制作、使用された。これは同社のグランドピアノ「CFIII」にタッチへの影響なく演奏情報をMIDIデータとして取り出す機能が加えられたもので、後にサイレントピアノへと発展して市販された。

## 代表的なメーカー
※括弧内は各社のデジタルピアノ製品のブランド名である。

### 日本
- ローランド（ローランド・ピアノ・デジタル）
- カシオ計算機（プリヴィア）
- コルグ
- ヤマハ（クラビノーバ）
- カワイ

### 海外
- カーツウェル
- クラビア

## デジタルピアノの代表例
- ローランド EP-10 （日本初の純電子発振式ピアノ、1973年）
- ローランド EP-30 （世界初のタッチ・センス付き電子ピアノ、1974年）
- ヤマハ GS1 （FM音源、1981年）
- ヤマハ・クラビノーバ YP-30 （FM音源、1983年）
- ヤマハ PF15 （FM音源、1983年）
- ヤマハ CLP-50 （AWM音源、1986年）
- ローランド RD-1000 （SA音源ステージピアノ、1986年）
- カーツウェルK-250 （サンプリング音源）
- コルグ SG-1D （サンプリング音源）
- ヤマハ CLP-911 （AWMダイナミックステレオサンプリング、GH鍵盤、1996年）
- ヤマハ CLP-170M （GH3鍵盤、2002年）
- ヤマハDUPシリーズ、DGPシリーズ （生ピアノのアクション）

## 関連文献
- Yamaha LM Instruments Combo Keyboards （日本楽器製造、1983年、カタログコード LKA312）
- Kurzweil "Hear it like you hear it." （ハモンドスズキ、年代不明のカタログだが、1980年代半ばと思われる）
- Yamaha Upright Piano （ヤマハ、1999年、カタログコード PAA909）
- Yamaha Grand Piano （ヤマハ、1999年、カタログコード PGA909）
- Yamaha DGP DUPヤマハ電子型ピアノ （ヤマハ、2007年、カタログコードPDP411）
- Roland Foresta （2007年7月、NAM-5047 '07 JUL C-3 U-P）
- Media Bahn Tour Programme （ヨロシタミュージック、1986年）